# Metsä Fibre

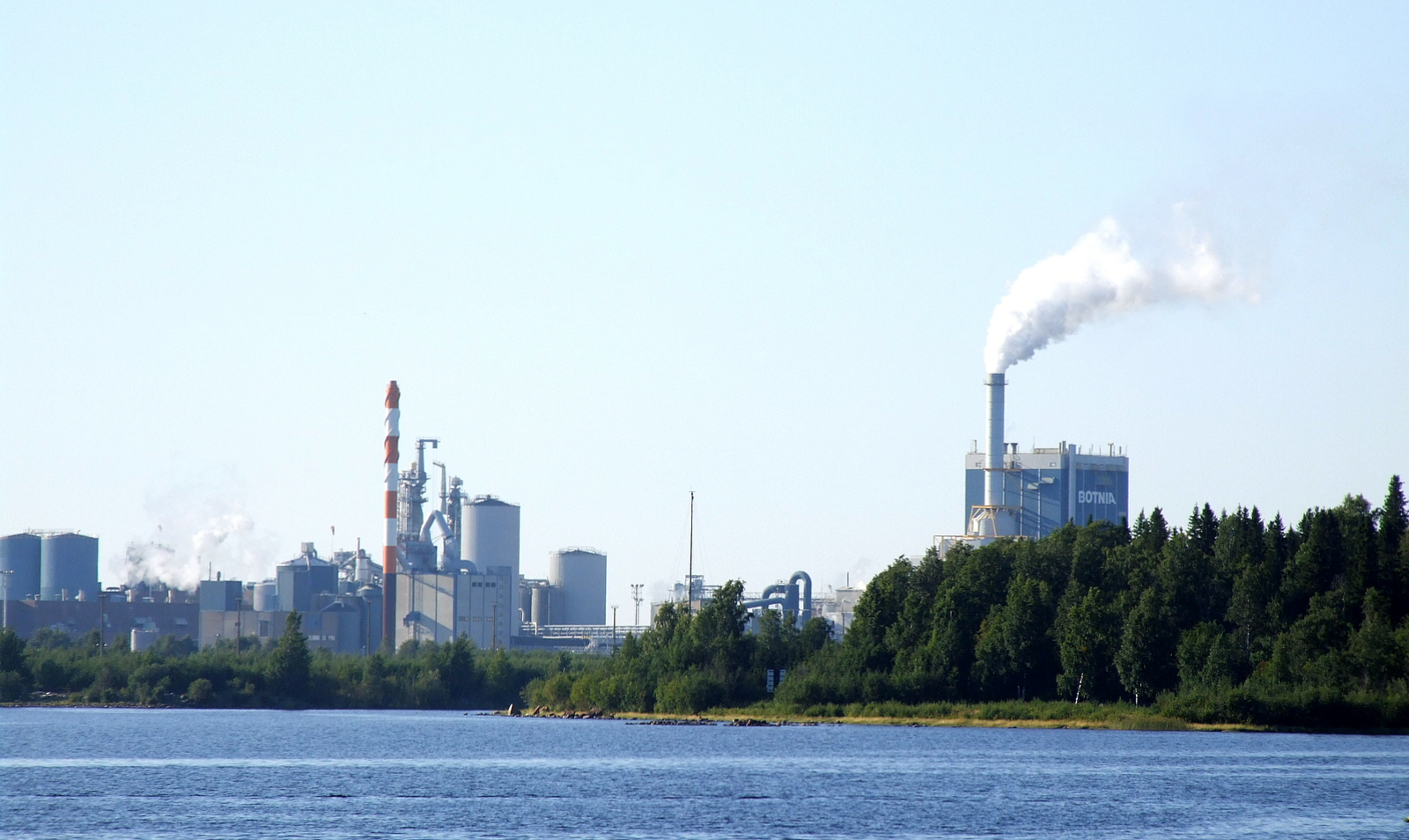
Planta de celulose da Metsä Fibre na Finlandia

Metsä Fibre é uma empresa finlandesa. Tem capacidade total de produzir 2,7 milhões de toneladas de celulose. É o segundo produtor mundial de polpa de celulose branqueada do mundo , suplantada apenas pela brasileira Aracruz Celulose. Na Botnia a celulose é branqueada com o processo ECF (livre de cloro elementar) e não utiliza o método TCF (totalmente livre de cloro).
No Uruguai, a instalação de uma unidade fabril em Fray Bentos às margens do Rio Uruguai, perto de Gualeguaychú, foi objeto de questão diplomática com a Argentina ('questão das papeleras).

## História
Até o final de 2009, a M-Real detinha 30% da Metsä-Botnia, Osuuskunta Metsäliitto 23% e UPM-Kymmene 47%.
Em dezembro de 2009, os proprietários da Metsä-Botnia implementaram um acordo no qual as ações da Metsäliitto e da Metsä-Botnia na fábrica de celulose de Fray Bentos foram transferidas para a UPM-Kymmene, que por sua vez abandonou 30% da Metsä-Botnia. Posteriormente, a UPM-Kymmene detinha 91% da fábrica de celulose de Fray Bentos e 17% da Metsä-Botnia. A participação da Metsäliitto na Metsä-Botnia subiu para 53%.